# Recabitas

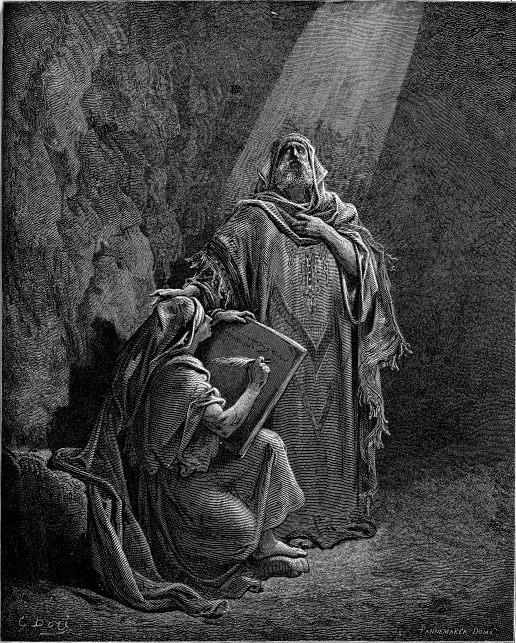
Recabitas

Os recabitas constituíam uma comunidade ascética de israelitas contemporâneos ao profeta Jeremias no Antigo Testamento bíblico.
Segundo o Livro de Jeremias (cap. 35), os recabitas eram descendentes de Jonadabe, filho de Recabe, o  queneu, o qual viveu por volta do Século IX a.C. e ensinou seus parentes a se absterem de vinho, bem como não edificarem casas ou praticarem a agricultura.
Na época do reinado de Jeoaquim, entre os anos de 609 a.C. e 597 a.C., Jeremias levou Jazanias ao Templo, juntamente com os seus irmãos e filhos, e lhes ofereceu taças de vinho, tendo eles se recusado a beber, demonstrando assim a fidelidade aos ensinamentos de Jonadabe. 
“ E pus diante dos filhos da casa dos recabitas taças cheias de vinho e copos e disse-lhes: Bebei vinho. Mas eles disseram: Não beberemos vinho, porque Jonadabe, filho de Recabe, nosso pai, nos mandou, dizendo: nunca bebereis vinho, nem vós nem vossos filhos; (Jer 35:5)”
Não era próprio dos Recabitas morarem na cidade. Estavam em Jerusalém, fugindo dos exércitos Sírio e Caldeu. Eles sempre se justificavam perante o povo, pois, por muito tempo habitaram em tendas no deserto.
“As palavras de Jonadabe, filho de Recabe, que ordenou a seus filhos que não bebessem vinho, foram guardadas, pois não beberem até este dia, antes obedeceram o mandamento de seu pai,: a mim porém, que vos tenho falado, madrugando e falando, não me ouvistes... Tenho enviado profetas, dizendo convertei-vos, porém não me obedecestes” Jer 35:14,15”